# Bussy-Chardonney
Bussy-Chardonney es una comuna suiza del cantón de Vaud, situada en el distrito de Morges. Limita al norte con la comuna de Reverolle, al noreste con Vaux-sur-Morges, al sureste con Vufflens-le-Château, al sur con Denens, al suroeste con Yens, y al noroeste con Apples.
Hasta el 31 de diciembre de 2007 la comuna formó parte del círculo de Villars-sous-Yens.